# Міщанін Максим Іванович
Максим Іванович Міщанін (09.01.1990—15.03.2024) — старший сержант Збройних Сил України, учасник російсько-української війни.

## Життєпис
Народився 09 січня 1990 року в місті Охтирка Сумської області.
Військову службу проходив у 91 окремому Охтирському полку підтримки.
Приймав безпосередню участь у захисті Батьківщини в районах проведення АТО та ООС.
Загинув 15.03.2024 року під час виконання бойового завдання щодо розвідки водної перешкоди в районі н.п. Олександрівка Великописарівської територіальної громади Сумської області в результаті обстрілу з РСЗВ противника.

## Нагороди та вшанування
- Орден «За мужність» ІІІ ступеня.[1]
- Почесний громадянин міста-героя Охтирки.[2]
- Орден «За мужність» ІІ ступеня [3]